# Андрианов, Виктор Николаевич (металлург)
Виктор Николаевич Андрианов (род. 30 июня 1947) — передовик советской металлургии, мастер Магнитогорского металлургического комбината имени В. И. Ленина Министерства металлургии СССР, Челябинская область, полный кавалер Ордена Трудовой Славы (1991). Почётный гражданин города Магнитогорска (2002).

## Биография
Родился в городе Магнитогорске Челябинской области в русской семье железнодорожника. Завершив обучение в восьмом классе средней общеобразовательной школы, в 1962 году поступил учиться в Магнитогорский индустриальный техникум, который успешно окончил в 1966 году, получив специальность «сталеплавильное производство». Был призван в ряды Советской Армии.
В 1969 году после демобилизации трудоустроился на Магнитогорский металлургический комбинат, где стал работать подручным сталевара мартеновского цеха № 1. После ликвидации цеха № 1 стал работать в цехе № 2 металлургического комбината, где в дальнейшем был назначен начальником смены.
Указом Президиума Верховного Совета СССР от 12 мая 1977 года был награждён орденом Трудовой Славы III степени.
Указом Президиума Верховного Совета СССР от 29 апреля 1986 года был награждён орденом Трудовой Славы II степени.
Указом Президента СССР от 28 июня 1991 года за достижение высоких результатов в выполнении планов был награждён орденом Трудовой Славы I степени, став полным кавалером ордена Трудовой Славы.
После закрытия мартеновского цеха № 2 в 1995 году был переведен в мартеновский цех № 1 старшим мастером смены, позже работал начальником смены. С 1998 года трудился мастером газопечного хозяйства цеха № 1.
28 мая 2002 года решением органов муниципальной власти города Магнитогорска избран почётным гражданином города.
В 2007 году вышел на пенсию.
Живёт в Магнитогорске.

## Награды и звания
- Орден Трудовой Славы — I степени (28.06.1991);
- Орден Трудовой Славы — II степени (29.04.1986);
- Орден Трудовой Славы — III степени (12.05.1977);
- Почётный гражданин Магнитогорска (28.05.2002).